# Luanshya
Luanshya est une ville du district de Luanshya, dans la province du Copperbelt, en Zambie. Sa population s'élève à 156 059 habitants en 2010.

## Sport
Le Roan United Football Club y est situé.

## Personnalités liées à la commune
- Anthony Grayling (1949-), philosophe britannique, y est né.
- Miguel Chaiwa (2004-), footballeur zambien, y est né